# Dingana cothonides
Dingana cothonides är en fjärilsart som beskrevs av Grose-smith 1896. Dingana cothonides ingår i släktet Dingana och familjen praktfjärilar. Inga underarter finns listade i Catalogue of Life.